# Сборная Мозамбика по футболу (до 20 лет)
Сборная Мозамбика по футболу до 20 лет — национальная команда, представляющая Мозамбик в своей возрастной категории. Управляющей организацией является Мозамбикской федерацией футбола, имеющая членство в ФИФА, КАФ и КОСАФА. Футболисты из Мозамбика в возрасте 20 лет и младше имеют в своём активе одну на чемпионате КОСАФА.

## История
Впервые сборная Мозамбика до 20 лет выступила на международном уровне в рамках предварительного раунда чемпионата Африки 1985 года, где по сумме двух матчей команда уступила Замбии. В основном этапе Кубка африканских наций Мозамбик участвовал дважды, в 2021 и 2023 году, но дальше группового раунда сборная не проходила.
На чемпионате КОСАФА Мозамбик один раз становился победителем и два раза завоёвывал серебряные медали. По итогам турнира 2020 года награду лучшего вратаря получил мозамбикец Кимисс Завала.
С 2021 года главным тренером является Дарио Монтейро.

## Достижения
- Чемпион КОСАФА (до 20 лет): 2020

## Результаты выступлений
| Кубок африканских наций (до 20 лет) | Кубок африканских наций (до 20 лет) | Кубок африканских наций (до 20 лет) | Кубок африканских наций (до 20 лет) | Кубок африканских наций (до 20 лет) |
| Год                                 | Результат                           |                                     | Год                                 | Результат                           |
| ----------------------------------- | ----------------------------------- | ----------------------------------- | ----------------------------------- | ----------------------------------- |
| 1979                                | не участвовала                      | 2003                                | не прошла квал.                     |                                     |
| 1981                                | не участвовала                      | 2005                                | не прошла квал.                     |                                     |
| 1983                                | не участвовала                      | 2007                                | не прошла квал.                     |                                     |
| 1985                                | предв. раунд                        | 2009                                | не прошла квал.                     |                                     |
| 1987                                | снялась                             | 2011                                | не прошла квал.                     |                                     |
| 1989                                | не участвовала                      | 2013                                | не прошла квал.                     |                                     |
| 1991                                | не участвовала                      | 2015                                | не прошла квал.                     |                                     |
| 1993                                | не участвовала                      | 2017                                | не прошла квал.                     |                                     |
| 1995                                | не участвовала                      | 2019                                | не прошла квал.                     |                                     |
| 1997                                | не участвовала                      | 2021                                | групповой этап                      |                                     |
| 1999                                | не прошла квал.                     | 2023                                | групповой этап                      |                                     |
| 2001                                | не прошла квал.                     | 2025                                | не прошла квал.                     |                                     |